# Massis (journal)
Pour les articles homonymes, voir Massis.
Massis (arménien : Մասիս) est un journal en langue arménienne fondé en février 1852 à Constantinople (Empire ottoman) et publié jusqu'en 1908.